# Younghusband-féle expedíció

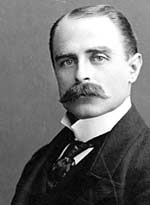
Francis Younghusband

A Younghusband-féle expedíció a brit gyarmati haderők támadása volt Tibet ellen a 20. század elején a feltételezett orosz befolyás visszaszorítása érdekében.

## Előzmények
A 19. század második felétől Ázsiában kiterjedt brit–orosz hatalmi vetélkedés bontakozott ki. A cári birodalom stratégiai célja volt kijutni a „meleg tengerekig”, Törökországon, Iránon, esetleg Afganisztánon, Indián át. A brit birodalom ugyanakkor minden áron meg akarta akadályozni ezt.
1899-ben George Nathaniel Curzon, India új alkirálya különböző jelekből arra következtetett, hogy a gyengülő kínai hatalmat kihasználva Oroszország befolyást akar szerezni Tibetben. Erre utalt, hogy a dalai láma tanácsadói között feltűnt egy burját–mongol származású, kiváló orosz kapcsolatokkal rendelkező szerzetes, Agvan Dorzsijev. (Később azonban bebizonyosodott, hogy Doržijev valójában a tibeti buddhizmus oroszországi elterjesztésén munkálkodott.)
Curzon kieszközölte London jóváhagyását ahhoz, hogy Francis Younghusbandet, a brit hadsereg Indiában született, de a Sandhursti Királyi Katonai Akadémián végzett tisztjét Tibetbe küldje egy expedíció élén - az Indiába áttévedt tibeti jaknyájak határsértésére hivatkozva.

## Hadműveletek
Younghusband 1903 júliusában indult útjára, de katonákkal kísért delegációjával a tibetiek nem voltak hajlandóak tárgyalni, amíg el nem hagyják Tibet területét. Younghusband azonban – nagy nehézségek árán – áttelelt Tibetben, majd 1904 tavaszán jelentős erősítéseket kapott. 3000 fős, modern fegyverekkel felszerelt serege március végén megütközött a kanócos puskával és karddal felszerelt tibetiekkel. A brit expedíciós hadtest 9 sebesültet vesztett, a tibetiek mintegy 400 halottat.
A 13. dalai láma, Thubten Gyatso Mongóliába menekült, a brit csapatok pedig augusztus elején bevonultak Lhászába.

## Eredmények
Younghusband tipikus egyenlőtlen szerződést kényszerített Tibetre, amely nagy összegű háborús jóvátétel fizetését vállalta, megnyitotta az országot a britek előtt, jogot nyújtott nekik katonák állomásoztatására csakúgy, mint nyersanyagok kiaknázására. Időközben azonban egyéb nemzetközi fejlemények elterelték London figyelmét Tibetről, amely nem rendelkezett jelentős erőforrásokkal.
A tél közeledtével Younghusband kivonult Tibetből, öszvérkaravánokban szállítva magával a kolostorokban zsákmányolt Buddha-szobrokat, imaeszközöket, festményeket, porcelánokat, könyveket és kéziratokat.
Younghusbandot Londonban lovaggá ütötték és több egyetemtől is díszdoktori címet kapott.